# 日岡山古墳群

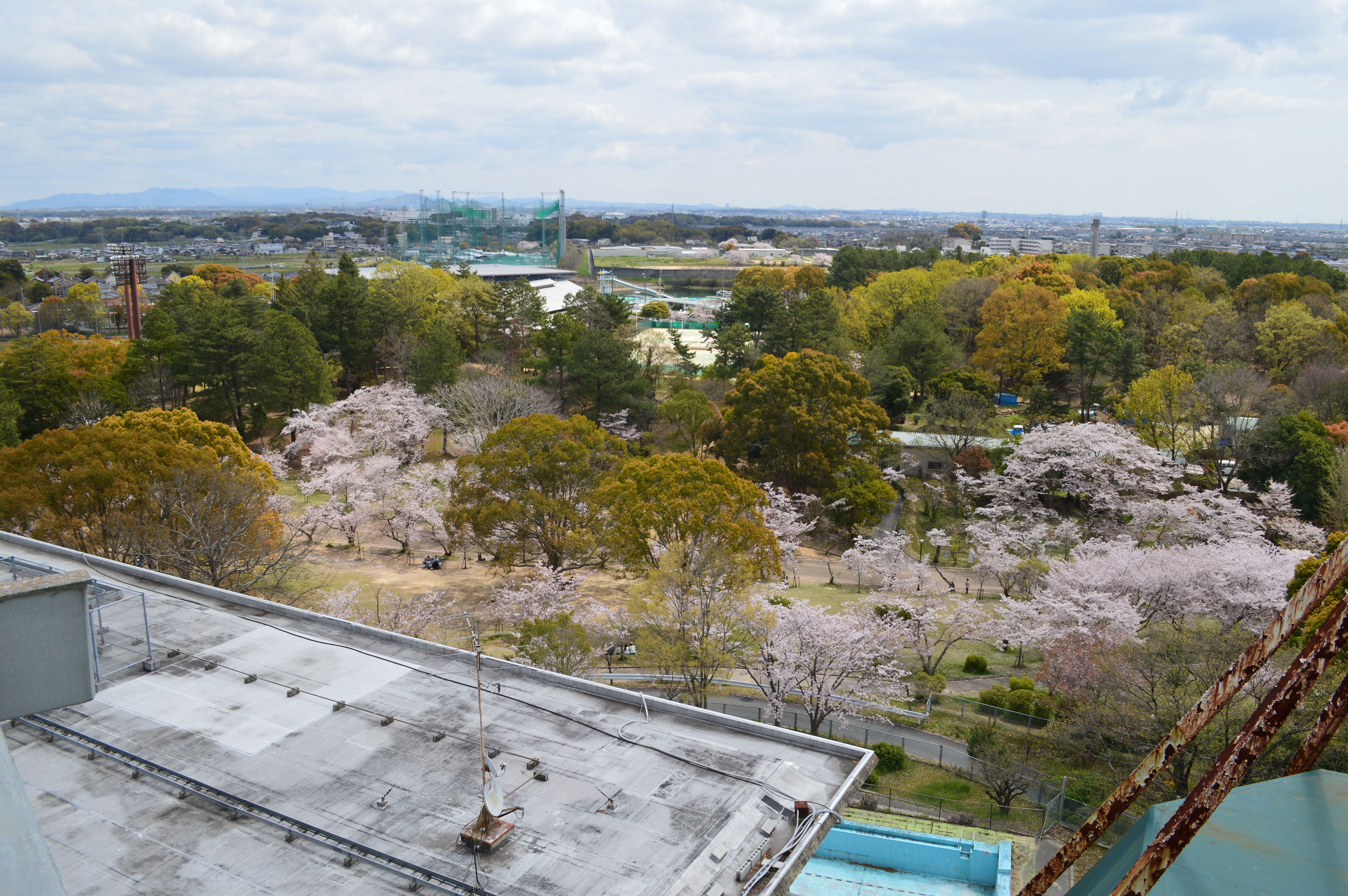
日岡山展望台から日岡山古墳群を望む

日岡山古墳群（ひおかやまこふんぐん、日岡古墳群）は、兵庫県加古川市加古川町大野・神野町日岡苑にある古墳群。1基が宮内庁により皇后陵に治定され、3基が加古川市指定史跡に指定されている。

## 概要
兵庫県南部、加古川東岸の印南野台地北縁の日岡山に営造された古墳群である。前期-中期の前方後円墳5基・円墳4基（2基は消滅）、後期の群集墳（大半は消滅）から構成される。
前方後円墳は日岡山山頂の日岡陵古墳の築造に始まり、西大塚・南大塚・勅使塚・北大塚の4基が相次いで築造される。いずれも詳細な調査が実施されていないため詳らかでないが、西条古墳群に首長権が移るまでの、古墳時代から中期初頭の加古川流域の首長墓群と位置づけられる。また円墳4基のうち、消滅した東車塚古墳では三角縁神獣鏡や石釧が出土しており、ヤマト王権との密接な関係を示すとして注目される。後期に入ると再び群集墳が営造されるが、その大半は日岡山公園の造成時に消滅している。
古墳群のうち北大塚古墳の残存後円部は1968年（昭和43年）に、南大塚古墳・西大塚古墳は2024年（令和6年）に加古川市指定史跡に指定され、出土品の一部は1990年（平成2年）に加古川市指定有形文化財に指定されている。

## 一覧
| 古墳名                | 所在地             | 座標                                     | 形状       | 規模        | 埋葬施設       | 出土品                                                      | 築造時期     | 備考 |
| --------------------- | ------------------ | ---------------------------------------- | ---------- | ----------- | -------------- | ----------------------------------------------------------- | ------------ | --- |
| 日岡陵古墳 （ひれ墓） | 加古川町大野       | 北緯34度46分47.83秒 東経134度51分43.88秒 | 前方後円墳 | 墳丘長85.5m | 不明           | 埴輪                                                        | 4世紀代      | 宮内庁治定「日岡陵」                                                                                              |
| 勅使塚古墳            | 加古川町大野       | 北緯34度46分33.90秒 東経134度51分37.67秒 | 前方後円墳 | 墳丘長54.5m | 不明           | （伝）三角縁神獣鏡1 （南大塚古墳出土品か）                  | 4世紀代      | 三角縁神獣鏡は一貴山銚子塚古墳と同笵 三角縁神獣鏡は加古川市指定有形文化財                                         |
| 西大塚古墳            | 加古川町大野       | 北緯34度46分40.05秒 東経134度51分50.25秒 | 前方後円墳 | 墳丘長74m   | 不明           | 埴輪                                                        | 4世紀代      | 加古川市指定史跡                                                                                                  |
| 南大塚古墳            | 加古川町大野       | 北緯34度46分35.92秒 東経134度51分50.22秒 | 前方後円墳 | 墳丘長90m   | 竪穴式石室2基  | 三角縁神獣鏡・土師器・ 埴輪・（伝）石釧                     | 4世紀後半    | 竪穴式石室露出 1978年調査 加古川市指定史跡                                                                        |
| 北大塚古墳            | 神野町日岡苑       | 北緯34度46分44.15秒 東経134度52分0.80秒  | 前方後円墳 | 不明        | 不明           | 短甲・埴輪・ （伝）大量の鉄製武器類                         | 4世紀後半-末 | 明治期に発掘 前方部は消滅 後円部は加古川市指定史跡                                                                |
| 狐塚古墳              | 加古川町大野       | 北緯34度46分29.95秒 東経134度51分44.55秒 | 不明       |             | 不明           |                                                             |              | |
| 東車塚古墳            | 加古川町大野       | 北緯34度46分33.75秒 東経134度51分55.30秒 | 円墳       | 直径38m     | 不明           | 三角縁神獣鏡・方格T字鏡・ 獣形鏡・石釧・埴輪片・ （伝）銅鏡 | 4世紀代      | 墳丘は昭和30年代前半には消滅 2022年試掘調査 三角縁神獣鏡はヘボソ塚古墳と同笵 銅鏡3・石釧2は加古川市指定有形文化財 |
| 西車塚古墳            | 加古川町大野       | 北緯34度46分33.37秒 東経134度51分50.95秒 | 不明       | 直径32m     | 不明           | 埴輪                                                        |              | 2022年試掘調査 |
| 神納塚古墳            | 加古川町大野       | 北緯34度46分30.28秒 東経134度51分54.88秒 | 円墳       | 直径27m     | 不明           | 埴輪・埴輪                                                  | 4世紀後半-末 | 墳丘は消滅 2020年不時発見・調査                                                                                   |
| 日岡山1号墳-20号墳    | 日岡山1号墳-20号墳 | 日岡山1号墳-20号墳                       | 主に円墳   |             | 主に横穴式石室 |                                                             | 6-7世紀代    | 多くは消滅・削平                                                                                                  |

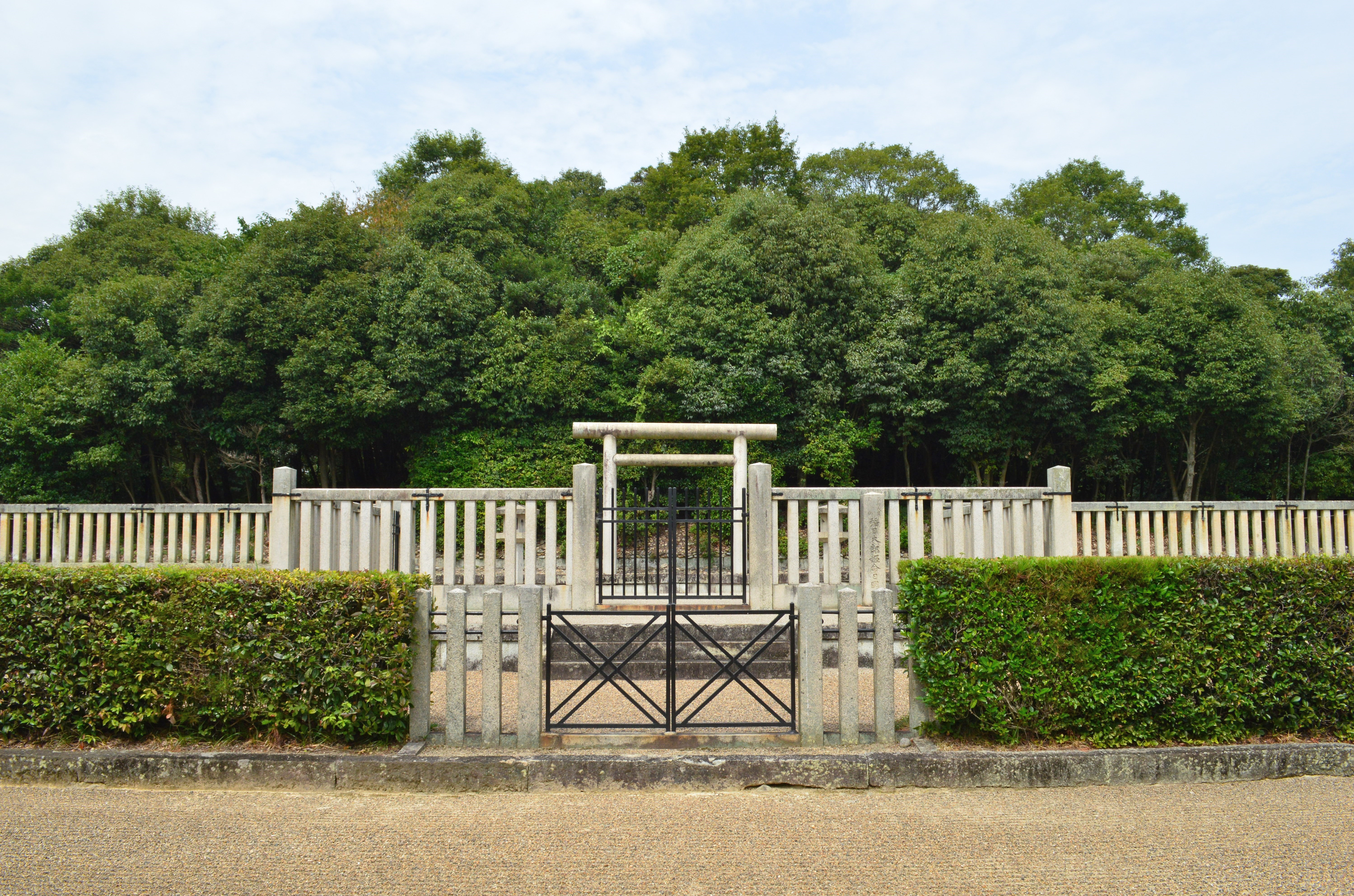
日岡陵古墳
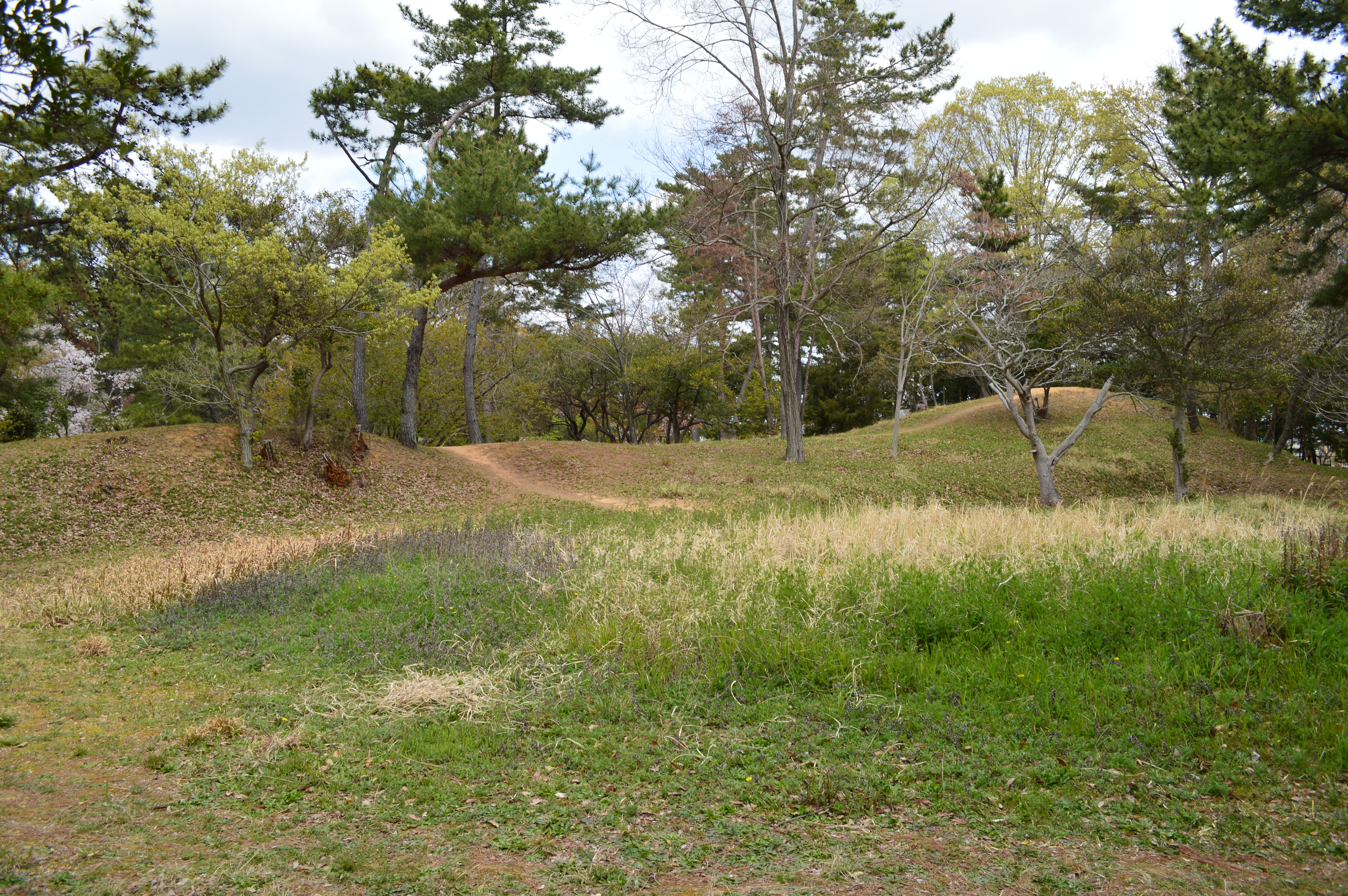
西大塚古墳
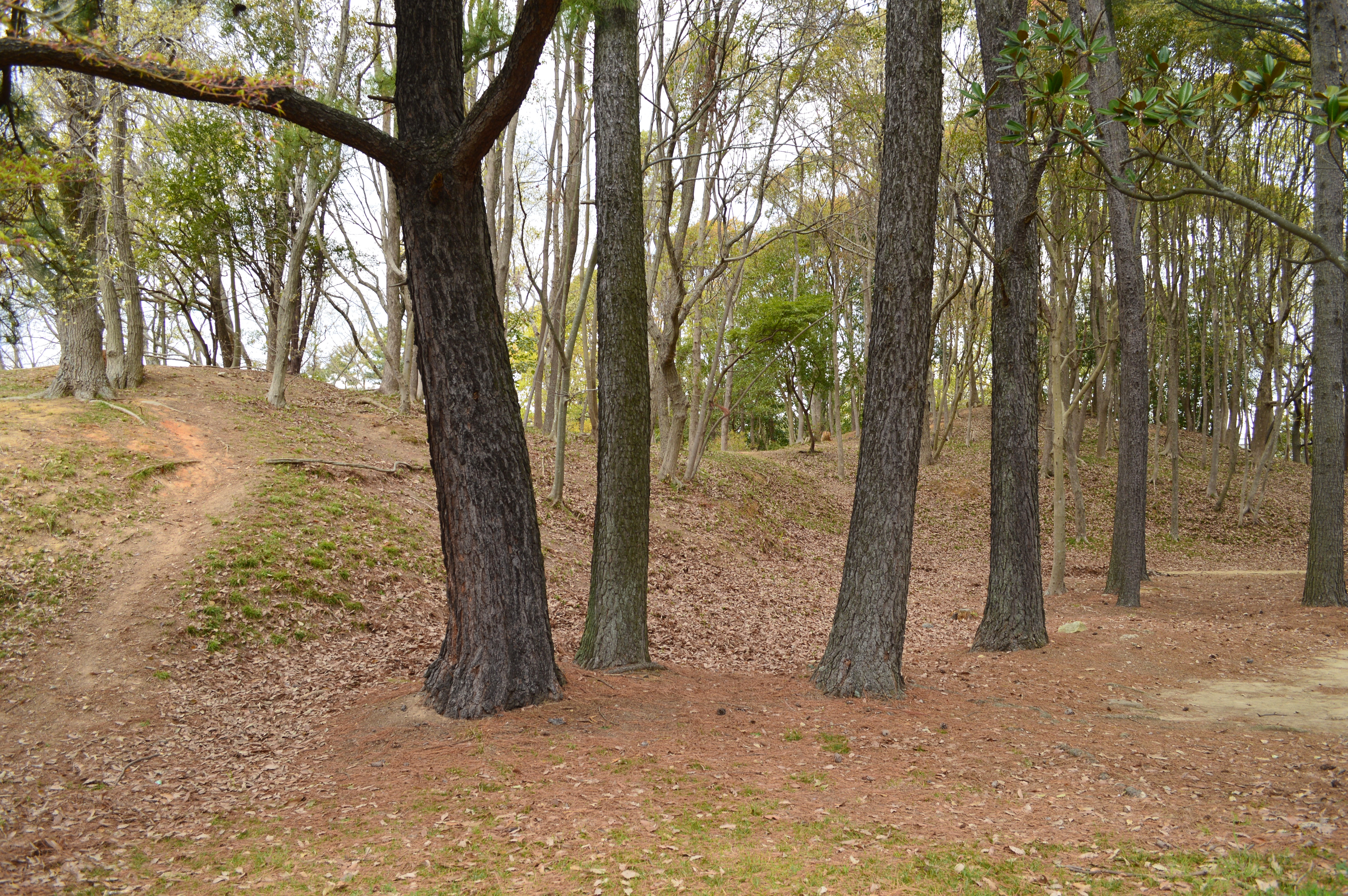
南大塚古墳
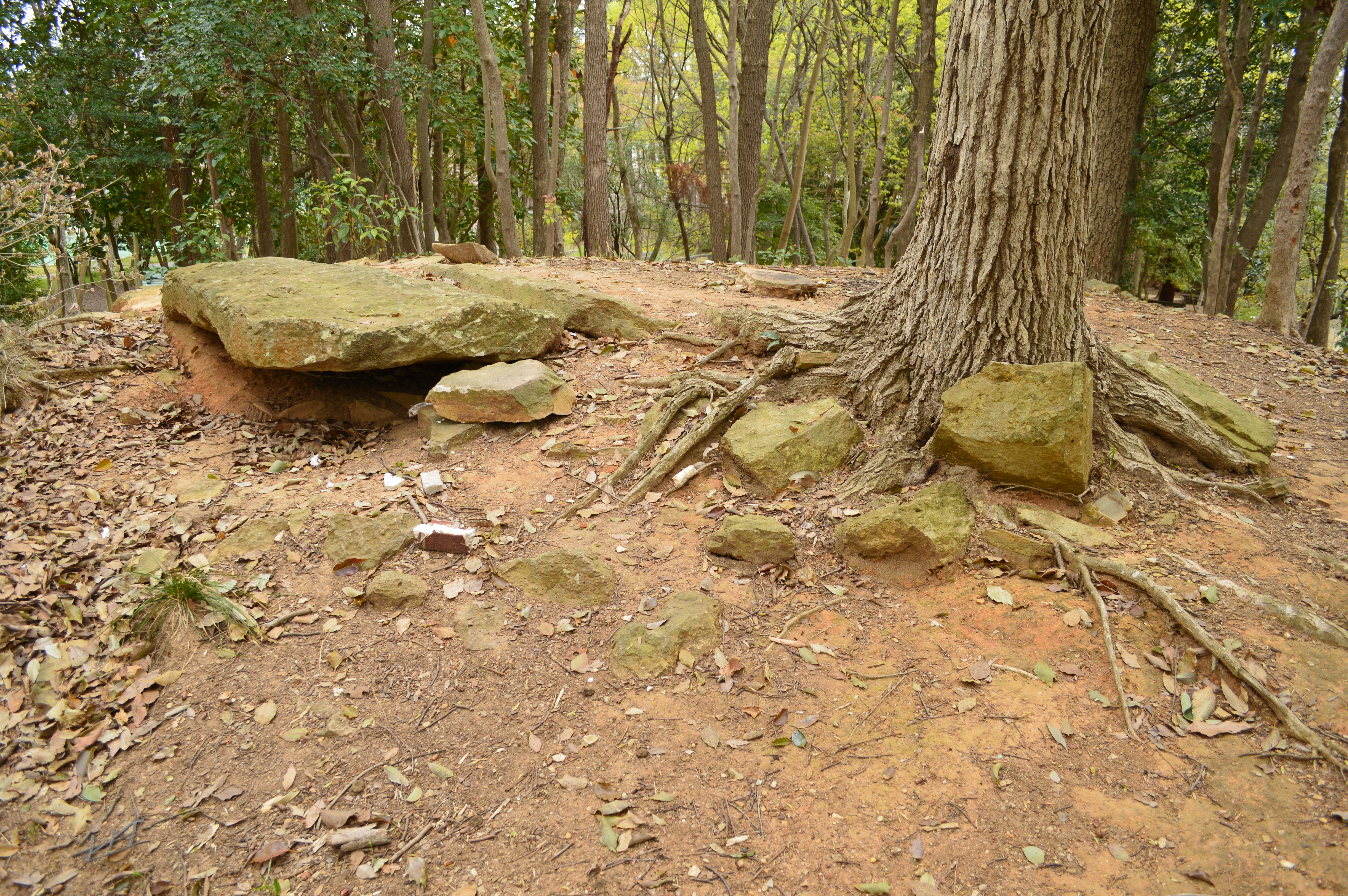
南大塚古墳の竪穴式石室
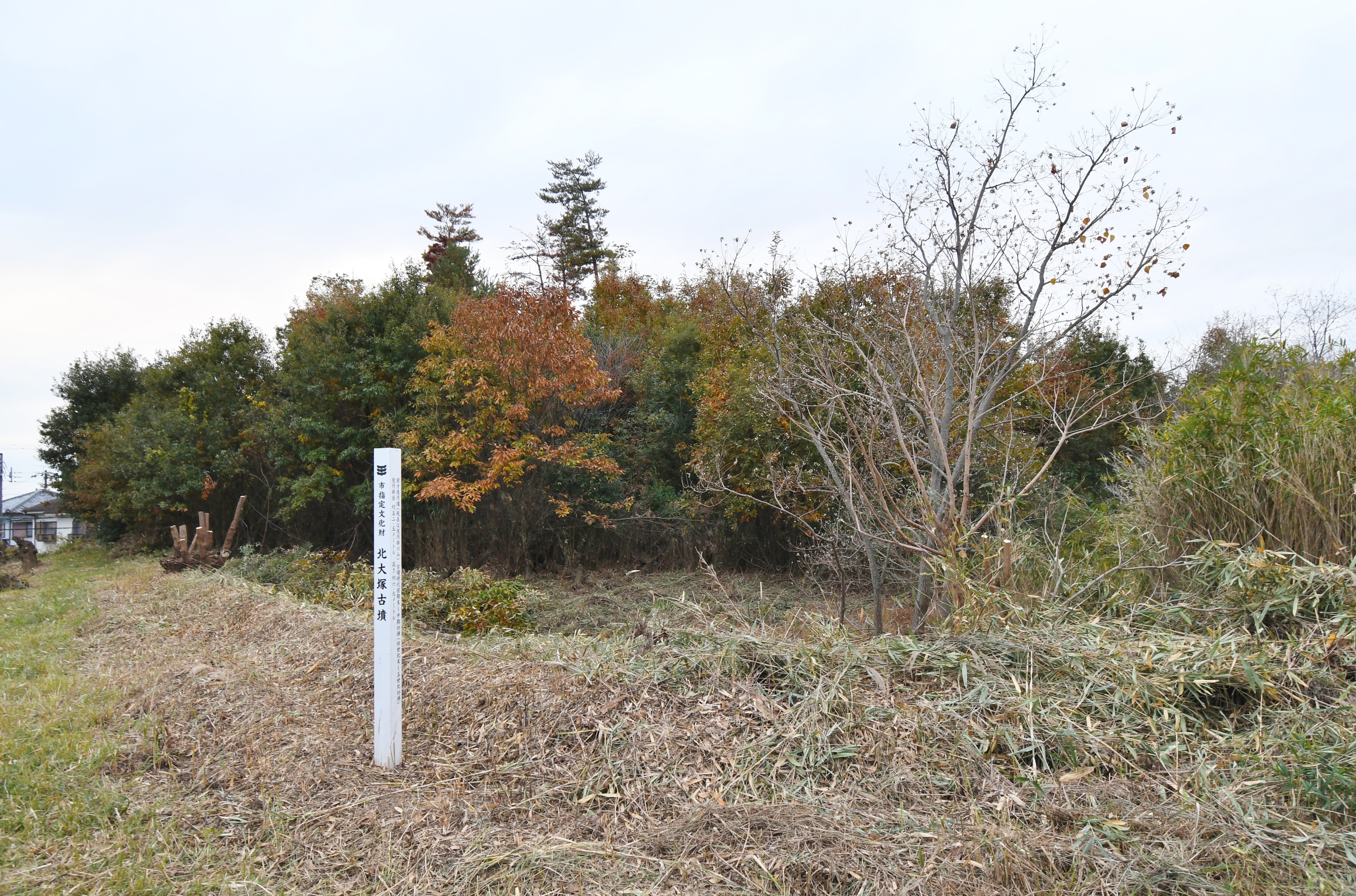
北大塚古墳
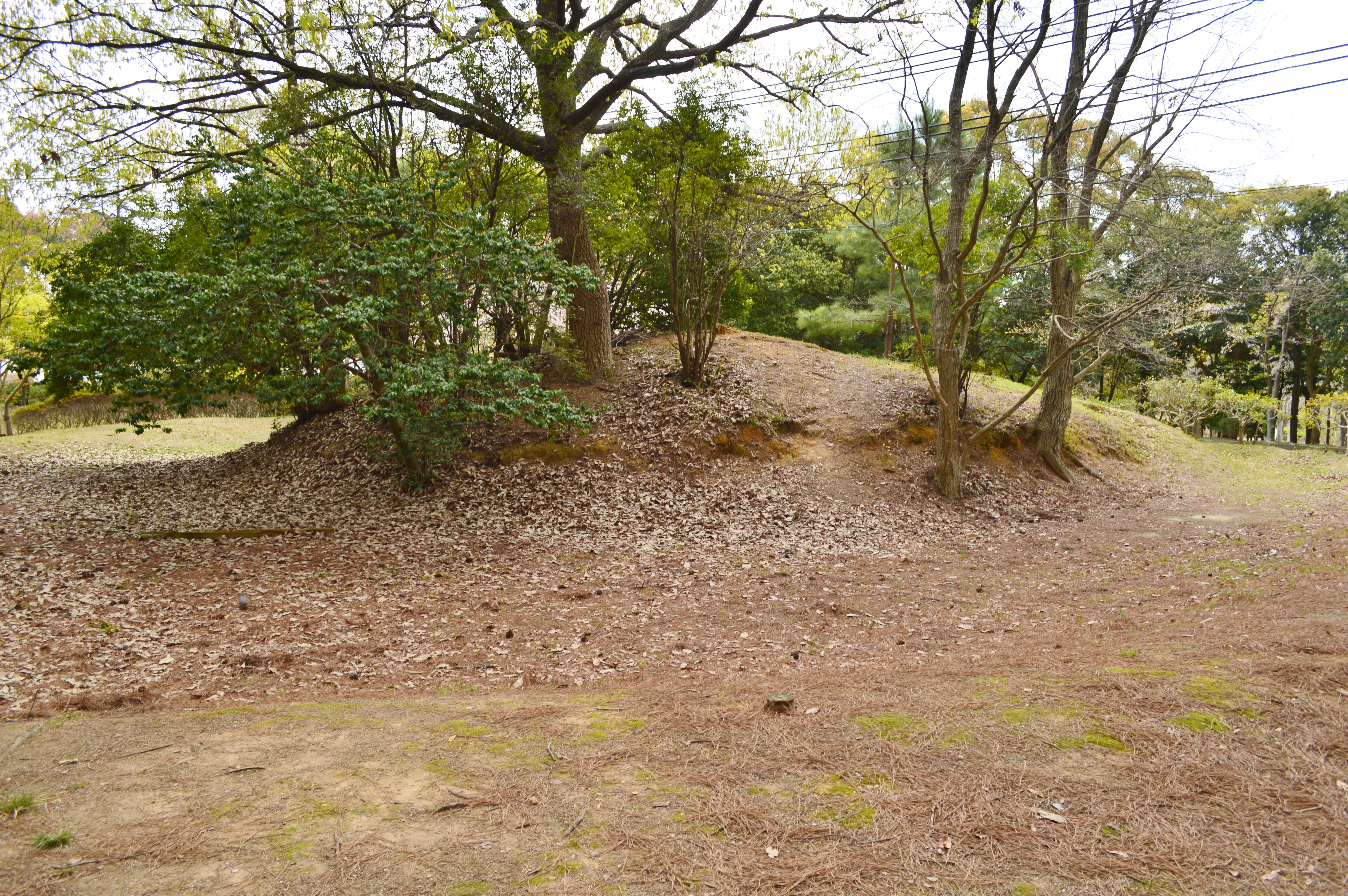
西車塚古墳
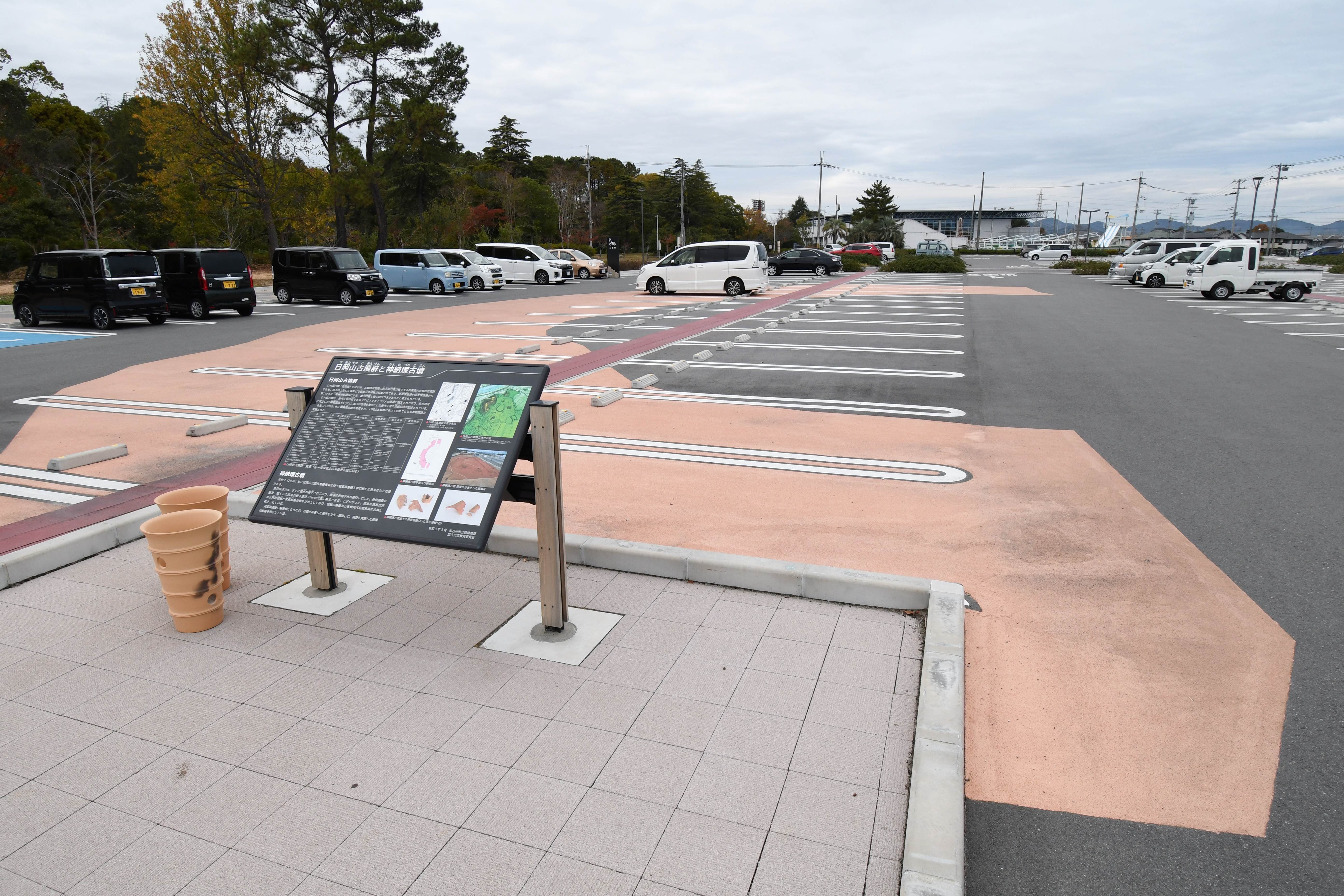
神納塚古墳跡

## 文化財

### 加古川市指定文化財
- 有形文化財
  - 三角縁神獣鏡（附 石釧2点、方格渦文鏡1面、獣形鏡1面）（考古資料） - 1990年（平成2年）10月11日指定[6]。
  - 三角縁神獣鏡（考古資料） - 1990年（平成2年）10月11日指定[7]。
- 史跡
  - 北大塚古墳 - 1968年（昭和43年）4月1日指定[8]。
  - 南大塚古墳及び西大塚古墳 - 2024年（令和6年）3月7日指定[9]。

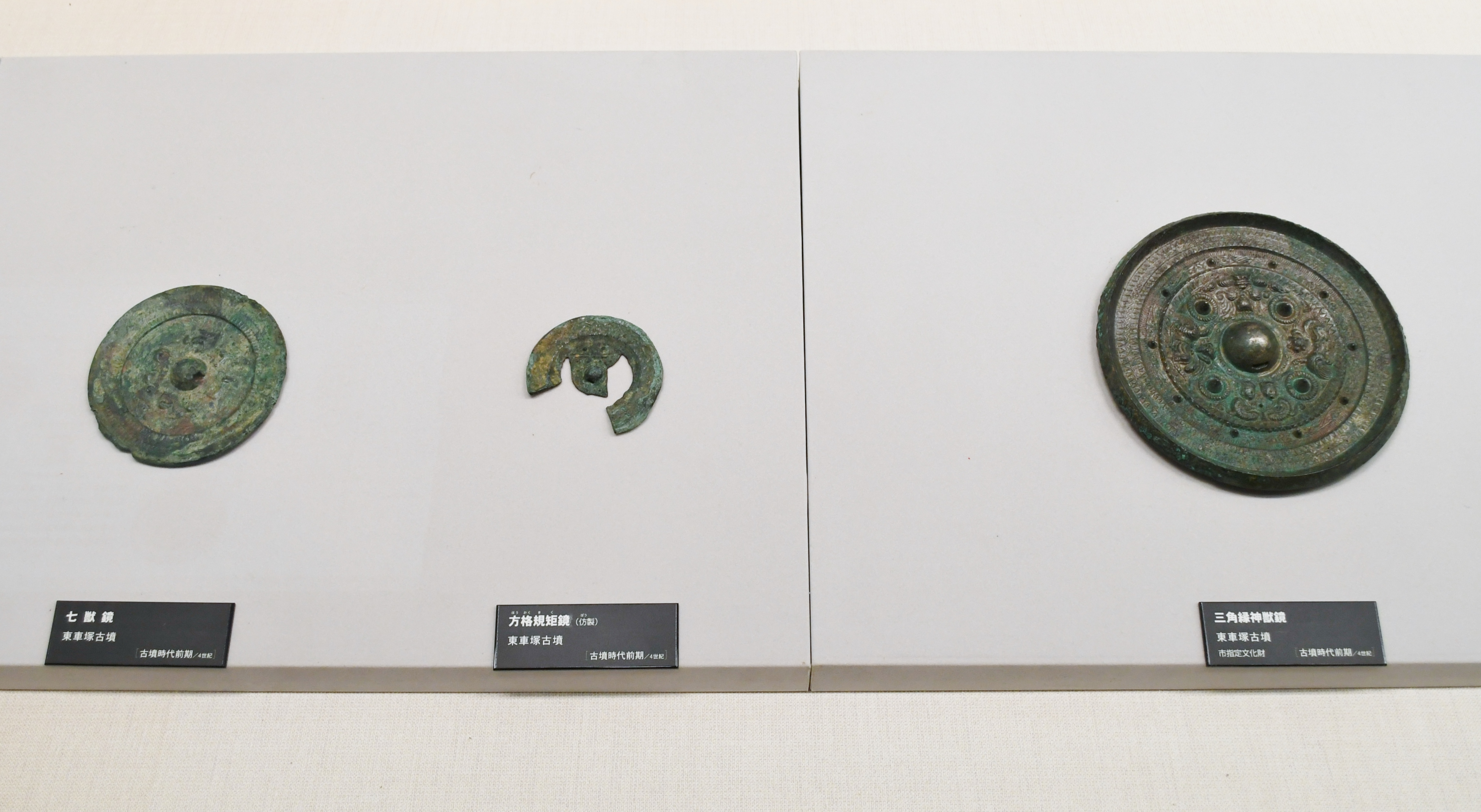
東車塚古墳出土 銅鏡 加古川市総合文化センター博物館展示（他画像も同様）。
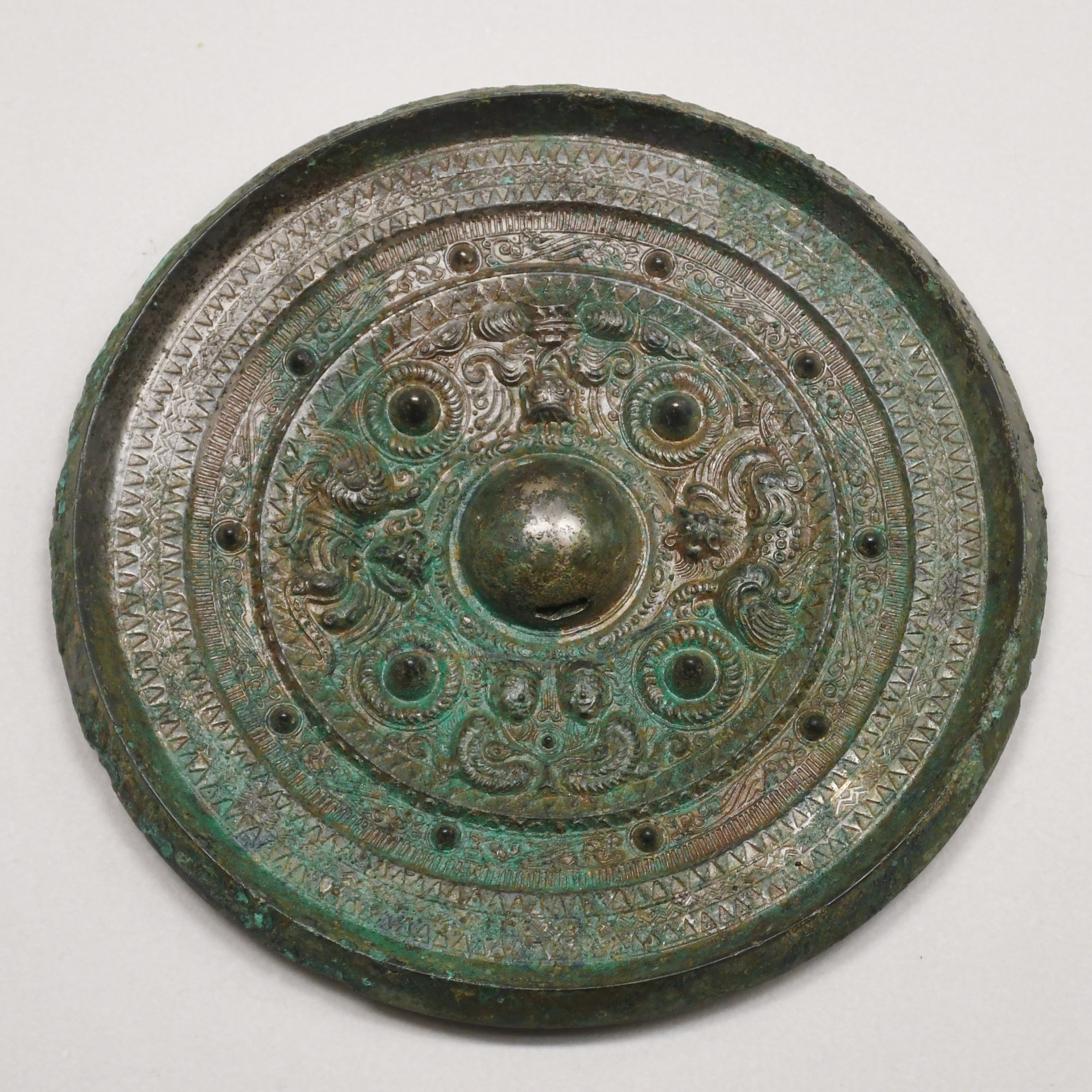
東車塚古墳出土 三角縁神獣鏡
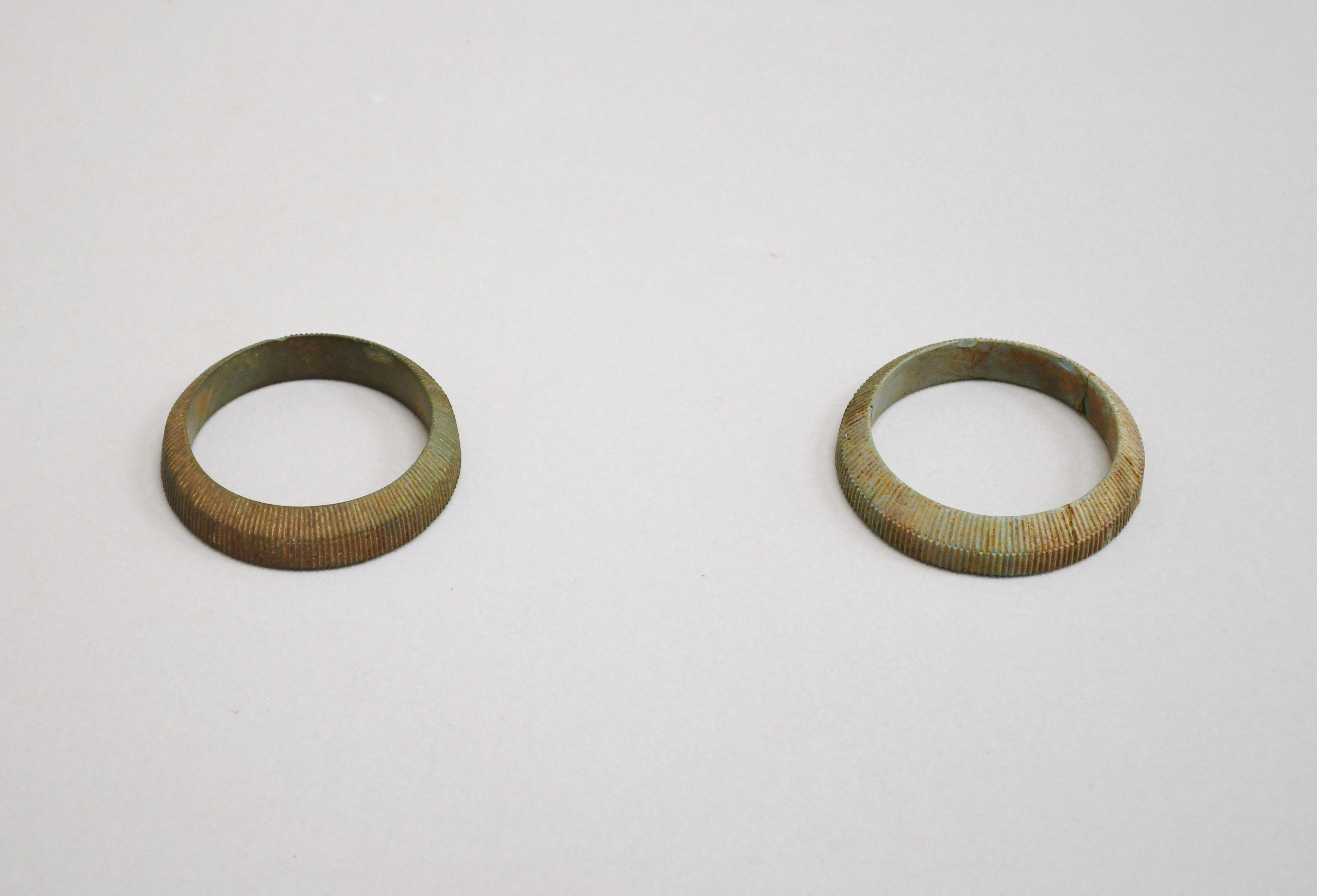
東車塚古墳出土 石釧
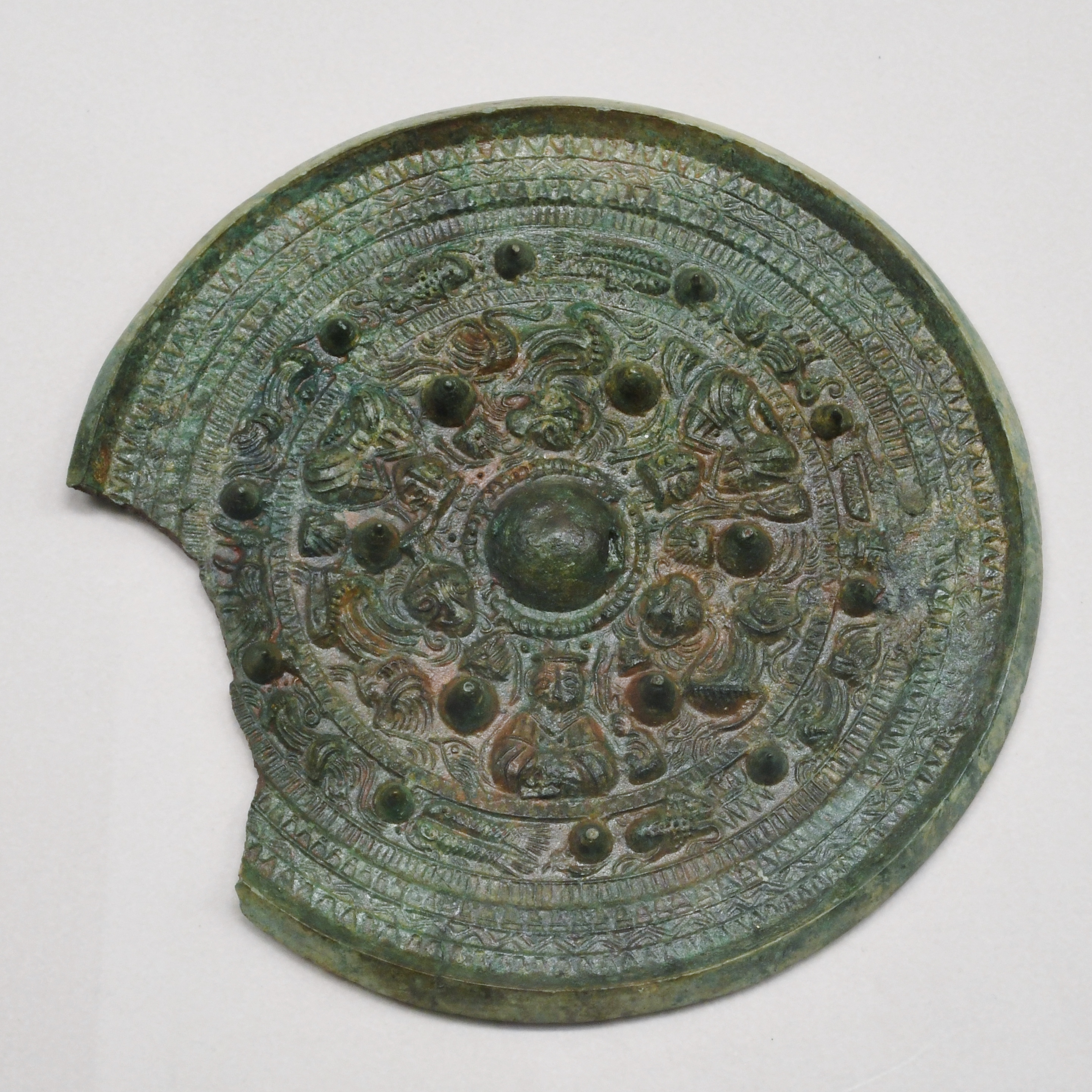
伝勅使塚古墳出土 三角縁神獣鏡
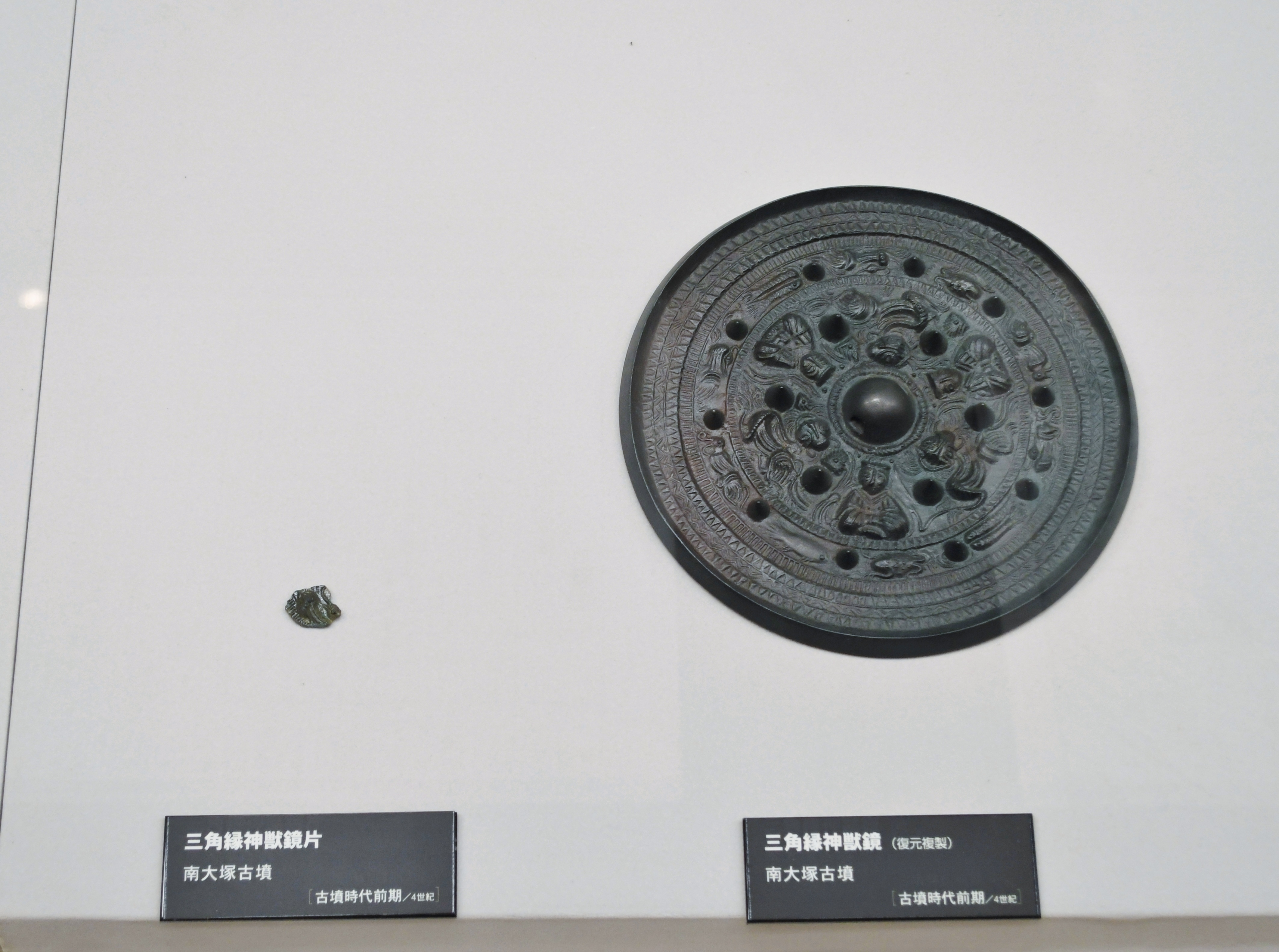
南大塚古墳出土 三角縁神獣鏡片（右は復元）

## 関連施設
- 加古川市総合文化センター博物館（加古川市平岡町新在家） - 日岡山古墳群の出土品を保管・展示。